# Deutsche Post (jornal)
Die Deutsche Post foi um periódico de orientação luterana editado na cidade brasileira de Porto Alegre .
Fundado pelo pastor Wilhelm Rotermund, que comprou a tipografia do finado jornal Neue Zeit . Teve o primeiro exemplar editado em 18 de dezembro de 1880, editado duas vezes por semana, contando com 300 assinantes.
Foi criado para defender a livre pregação da palavra de Deus e divulgar as idéias de Rotermund sobre a criação de um sínodo de comunidades luteranas. Inicialmente apolítico, na Revolução de 1893 tentou manter eqüidistância das correntes políticas, viu-se envolvido em críticas de todos os lados.
Teve tiragem crescente (1899: 1000 exemplares; 1906:1600; 1910:2845), sendo, desde 1899, editado três vezes por semana e a partir de 12 de agosto de 1914 diário.
Sofreu diversos atentados, sendo o mais grave, em 29 de setembro de 1928, que destruiu a gráfica. O jornal circulou por mais duas semanas, fechando em 13 de outubro.